# Breslaus voetbalkampioenschap 1905
In 1905 werd het derde en laatste Breslaus voetbalkampioenschap gespeeld, dat georganiseerd werd door de Breslause voetbalbond. Schlesien Breslau werd kampioen en voor het eerst plaatste de kampioen zich voor de eindronde om de Duitse landstitel. In de eerste ronde won de club tegen SC Alemannia Cottbus. In de tweede ronde moest de club aantreden tegen Magdeburger FC Viktoria 1896, maar trok zich terug vanwege de hoge reiskosten.
Na dit seizoen ging de Breslause voetbalbond op in de Zuidoost-Duitse voetbalbond.

## 1. Klasse
FC 1898 Breslau nam deel aan de competitie na de terugronde, maar werd niet in de stand opgenomen. 
| Plaats | Club                     | Wed. | W | G | V | Saldo | Ptn  |
| ------ | ------------------------ | ---- | - | - | - | ----- | ---- |
| 1.     | SC Schlesien Breslau     | 6    | 5 | 1 | 0 | 42:5  | 11:1 |
| 2.     | SV Blitz Breslau         | 6    | 4 | 1 | 1 | 21:3  | 9:3  |
| 3.     | SC Germania 1904 Breslau | 6    | 2 | 0 | 4 | 18:30 | 4:8  |
| 4.     | SC Preußen Breslau       | 6    | 0 | 0 | 6 | 0:43  | 0:12 |

|  | Kampioen |

## 2. Klasse
FC 1898 Breslau begon in de competitie, maar wisselde in november naar de 1. Klasse, reeds gespeelde wedstrijden werden geannuleerd. Het tweede elftal van de club begon hierna in de 2. Klasse, maar werd niet in de stand opgenomen omdat de competitie al bezig was. SC 1904 Breslau nam deel aan de terugronde, maar werd niet in de stand opgenomen, omdat zij de enige club waren die geen tweede elftal was promoveerde deze club. 
| Plaats | Club                    | Wed. | W | G | V | Saldo | Ptn   |
| ------ | ----------------------- | ---- | - | - | - | ----- | ----- |
| 1.     | SC Schlesien Breslau II | 4    | 3 | 0 | 1 | 9:4   | 06:02 |
| 2.     | SV Blitz Breslau II     | 4    | 3 | 0 | 1 | 8:7   | 06:02 |
| 3.     | SC Preußen Breslau II   | 4    | 0 | 0 | 4 | 4:10  | 00:08 |

|  | Play-off titel |

Play-off
|               |                         |       |                     |         |
| 30 april 1905 | SC Schlesien Breslau II | 5 – 2 | SV Blitz Breslau II | Breslau |
| 30 april 1905 |                         |       |                     | Breslau |